# Парламент Чеченской Республики
Парламент Чеченской Республики (чеч. Нохчийн Республикин Парламент) — высший законодательный (представительный) однопалатный орган государственной власти Чеченской Республики, является постоянно действующим высшим и единственным органом законодательной власти республики.

## История
История чеченского парламентаризма начинается задолго до создания Чеченской Республики и формирования современного парламента. Существование чеченских высших органов власти, включая Мехк-кхел, которые формировались по мере необходимости и объединяли представителей всех чеченских обществ и селений, является частью этого исторического наследия. Тем не менее, с появлением имамата Чечни и Дагестана роль Мехк-кхела прекратилась.
Возрождение чеченского парламентаризма произошло после создания общероссийского парламента в 1905 году. Жители Чеченской Республики в то время сформировали свой парламент - Совет народных представителей, который занимался урегулированием вопросов, касающихся жизни и интересов народа.
В 1990-е годы непризнанная Чеченская Республика Ичкерия стремилась к созданию сильного парламента и широкого местного самоуправления, однако этот период оказался недолгим из-за неудачного опыта самостоятельного государственного строительства. В результате войны в Республике в 1994 году парламент был распущен.
В июне 1996 года на контролируемой российскими войсками территории были проведены выборы в двухпалатное Народное собрание Чеченской Республики. Однако, оно фактически не работало, и большинство его депутатов в результате обосновались в Москве. Их полномочия истекли в 1998 году.
С 2003 года начался новый этап в истории чеченского парламентаризма. Тогда наряду с Конституцией ЧР и законом «О выборах Президента ЧР» был принят закон «О выборах в Парламент ЧР», ставший фундаментом для образования законодательной власти в послевоенной Чеченской Республике. И 27 ноября 2005 года состоялись выборы в Парламент ЧР I созыва. В первом заседании законодательного органа принял участие Президент РФ Владимир Владимирович Путин.
Парламент Чеченской Республики I созыва состоял из двух палат: Совета Республики (21 депутат) и Народного Собрания (40 депутатов).
В 2008 году в конституцию были внесены изменения, вводящие однопалатный парламент, который состоял из 41 депутата.

## Парламент V созыва

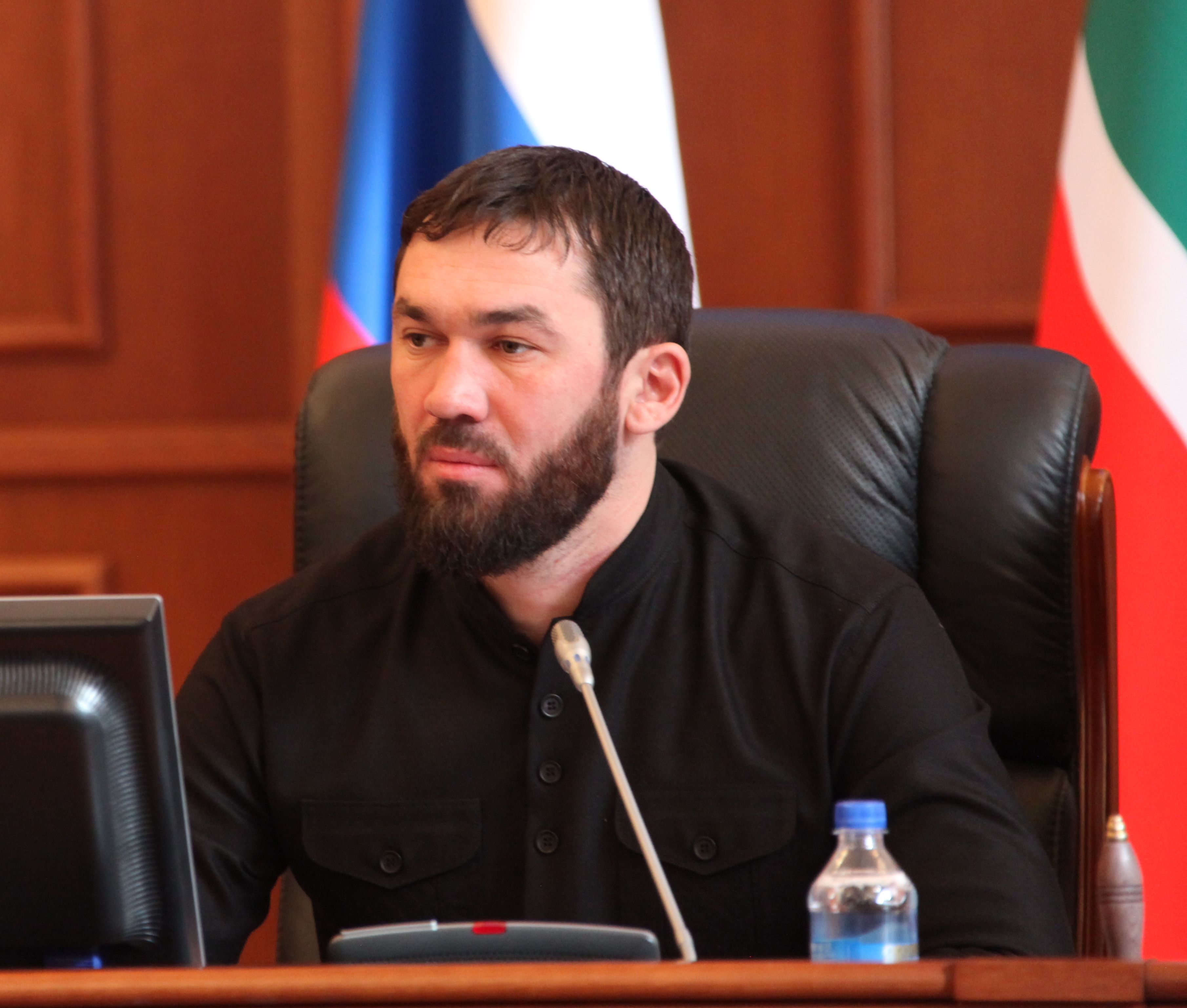
Бывший председатель Парламента Чеченской Республики Даудов Магомед Хожахмедович

На данный момент в парламенте представлены 3 фракции: «Единая Россия» (37 мест), «Справедливая Россия» (2 места) и КПРФ (2 места).
| № | Фракция                                             | Председатель                | Количество депутатов | Процент от общего числа депутатов % |
| - | --------------------------------------------------- | --------------------------- | -------------------- | ----------------------------------- |
|   | Партия «Единая Россия»                              | Шаид Жамалдаев              | 37                   | 90,2 %                              |
|   | Партия «КПРФ»                                       | Накаев Халид Магомедович    | 2                    | 4,8 %                               |
|   | Партия «Справедливая Россия — Патриоты — За правду» | Хаджимурадов Иса Нажадиевич | 2                    | 4,8 %                               |

| №  | Фракция | ФИО                                |
| -- | ------- | ---------------------------------- |
| 1  |         | Шаид Жамалдаев                     |
| 2  |         | Ахиядов Нурди Валидович            |
| 3  |         | Абдурешидов Валид Аднанович        |
| 4  |         | Джафаров Арби Нурдинович           |
| 5  |         | Ханариков Муса Абдул-Вахидович     |
| 6  |         | Кашлюнов Дмитрий Владимирович      |
| 7  |         | Махмутхажиев Имам-Али Вахаевич     |
| 8  |         | Хаджиев Артур Зелимханович         |
| 9  |         | Эдилов Ибрагим Алиевич             |
| 10 |         | Закриев Сахаб Соипович             |
| 11 |         | Ельсаев Аламахад Абдул-Хамидович   |
| 12 |         | Цабаев Ризван Мурадинович          |
| 13 |         | Закриев Джамалай Исаевич           |
| 14 |         | Абубакаров Идрис Магамедович       |
| 15 |         | Ахматов Ибрагим Ахмадиевич         |
| 16 |         | Айдамиров Асламбек Мусаевич        |
| 17 |         | Бисаев Иса Усманович               |
| 18 |         | Висмурадов Абухусайн Джандарович   |
| 19 |         | Гарнаев Джабраил Таирович          |
| 20 |         | Джамалдинов Зелимхан Хабибулаевич  |
| 21 |         | Демильханов Муса Сайтарбиевич      |
| 22 |         | Демилханов Сулумбек Сайтарбиевич   |
| 23 |         | Дадаев Рызван Алханович            |
| 24 |         | Гучигов Али Джебирович             |
| 25 |         | Жамалуллайл Сайд-Хамзат Абдурахман |
| 26 |         | Жамалдаев Шаид Вахаевич            |
| 27 |         | Закриев Салман Соипович            |
| 28 |         | Зайналабдиев Валид Хаидович        |
| 29 |         | Кадыров Хусейн Хожахмедович        |
| 30 |         | Нагаев Аднан Абдул-Муталипович     |
| 31 |         | Рашаев Забек Зубайраевич           |
| 32 |         | Тагиев Эскерхан Султанович         |
| 33 |         | Хазбулатов Бекхан Абусупьянович    |
| 34 |         | Чабагаев Шадид Шахидович           |
| 35 |         | Ханбиев Мохмад Ильманович          |
| 36 |         | Эдилов Роман Лечиевич              |
| 37 |         | Элембаев Алихан Саймагмедович      |
| 38 |         | Накаев Халид Магомедович           |
| 39 |         | Тамаев Бадруддин Сейфудинович      |
| 40 |         | Хаджимурадов Иса Нажадиевич        |
| 41 |         | Айбуев Бекхан Султанович           |

## Комитеты
- Комитет по вопросам взаимодействия с федеральными органами государственной власти и общественными организациями;
- Комитет по вопросам законодательства, государственного строительства и местного самоуправления;
- Комитет по вопросам экономической, инвестиционной политики и имущественных отношений;
- Комитет по вопросам промышленности, энергетики, транспорта и связи;
- Комитет по бюджету, банкам и налогам;
- Комитет по вопросам законности, правопорядка и безопасности;
- Комитет по вопросам социальной политики:
- Комитет по вопросам агропромышленного комплекса, экологии и природных ресурсов;
- Комитет по строительству и жилищно-коммунальному хозяйству;
- Комитет по международным, межпарламентским связям, национальной и информационной политике.

## Ассоциированные институты
- Всемирный конгресс чеченского народа
- Ассамблея народов Чеченской Республики
- Уполномоченный по защите прав предпринимателей в ЧР
- Уполномоченный по защите прав предпринимателей в ЧР
- Уполномоченный по правам ребенка в Чеченской Республике

## Главы
- Абдурахманов, Дукуваха Баштаевич (30 октября 2008 — 29 июня 2015)
- Закриев, Салман Соипович (и. о.; 29 июня 2015 — 3 июля 2015)
- Даудов, Магомед Хожахмедович (3 июля 2015 — 15 мая 2024)
- Жамалдаев, Шаид Вахаевич (с 15 мая 2024)

## Представители парламента Чеченской Республики в Совете Федерации
- Ахмадов Мохмад Исаевич — с 14 ноября 2019

## Награды Парламента ЧР
- Орден «Даймехкан Сий»[7]
- Орден «За развитие парламентаризма в Чеченской Республике»[8]
- Орден «Даймехкан Турпалхо»
- Памятная медаль «15 лет Парламенту Чеченской Республики»
- Благодарственное письмо Председателя Парламента
- Почетная грамота Парламента ЧР
- Благодарность Председателя Парламента